# Aporosa aurea
Aporosa aurea är en emblikaväxtart som beskrevs av Joseph Dalton Hooker. Aporosa aurea ingår i släktet Aporosa och familjen emblikaväxter. Inga underarter finns listade i Catalogue of Life.